# Le capitane
Le capitane è un programma televisivo italiano che va in onda sul canale Spike TV dal 2017 in episodi da 20 minuti. Il programma racconta sotto forma di docu-reality e in modo biografico le vite di 5 wags, mogli di calciatori insieme alle loro dinamiche famigliari.